# Lucia Stafford
Lucia Stafford, född 17 augusti 1998, är en friidrottare från Kanada. Hon deltog vid olympiska sommarspelen 2020.